# Ricardo Fernández (actor peruano)
Ricardo Alonso Fernández González (Lima, 22 de septiembre de 1936-Lima, 11 de mayo de 2006) fue un actor peruano.

## Biografía
Nació el 22 de septiembre de 1936 en Lima, pero fue criado en el puerto de Salaverry de La Libertad. Sus padres fueron don Fernando Fernández Fernández y doña Julia Gonzáles Talledo. Tuvo 5 hermanos, de los cuales solo él optó por tomar el camino del arte. 
Estudió la carrera de economía en la Universidad Nacional Mayor de San Marcos, ya cursando el segundo año de la carrera, una compañera de la universidad lo invita a participar del taller de arte escénico de la UNMSM, de las cuales participó en pocas clases, debido a que los docentes se dieron cuenta de que Ricardo era un actor nato, por ello lo invitaron a participar en obras teatrales al poco tiempo. Debido a esto Ricardo tomó la decisión valiente de dejar la carrera de economía para dedicarse por completo al teatro peruano. 
Los primeros años de su carrera artística no fueron fáciles, debido a que se tuvo que dedicar a otros oficios además del arte, como trabajar en la tienda familiar de telares, para poder cuidar de su familia, conformada por su esposa, doña Consuelo Chávez Portal y sus 7 hijos, de los cuales solo su hija Carmen Adriana Fernández Chávez sigue los pasos de su padre. Tiempo después las ofertas laborales artísticas aumentaron y pudo dedicarse de lleno al teatro.  
Ricardo Fernández debutó en tablas el 27 de marzo de 1957 en el Teatro de la Asociación de Artistas Aficionados (AAA) con la obra Todos los hijos de Dios tienen alas. Tiempo después pasó del mundo de los escenarios teatrales al mundo de la comicidad televisiva y de las novelas.  
Los artistas más cercanos a él, fueron César Valer, Alberto Gonzáles, Ricardo Tosso, a quien consideraba como un hijo y Angie Cepeda. 
Para el mismo Ricardo, sus películas más notables fueron:
- Todos somos estrellas de Felipe Degregori, guion de Ronnie Temoche (1994), debido a que interpretó a un personaje no humorístico (la sociedad peruana de la época estaba acostumbrada a ver a Ricardo en su faceta de actor humorístico), restableciendo su imagen como actor dramático.
- Sin compasión de Francisco Lombardi (1994), interpretando al personaje de Leandro Martínez, realizó una escena muy significativa y pidió al director Lombardi realizarla en una sola pasada, es decir sin repeticiones, a lo cual el director estuvo de acuerdo.

Entre las obras de teatro más importantes de su carrera, sin lugar a dudas, fue El gran teatro del mundo (1997), en el cual interpretó al Autor (Dios), teniendo este personaje una carga emotiva para él, debido a que el actor que había representado anteriormente este personaje era su tío, fallecido, Pablo Fernández e incluso le tocó usar el mismo vestuario que su tío logró utilizar.
Entre las novelas que interpretó, la que más le gustó trabajar fue Pobre diabla (2000), interpretando a Luciano Morelli, debido al entorno social entre los actores, en especial la amistad que logró forjar con Angie Cepeda. 
Ricardo Fernández, disfrutaba mucho de los musicales, por ello desarrolló una voz muy afinada para cantar (voz de barítono), realizó teatros musicales con Osvaldo Cattone e incluso llegó a cantar en vivo temas de Chabuca Granda en frente de ella misma, sin recibir críticas negativas de parte de la cantante (Chabuca Granda, tenía el hábito de corregir a aquellos que cantaran mal sus canciones). También como padre amoroso les enseñó a sus hijas a cantar con la canción El romance del conde Olinos, además su musical preferido fue West Side History (1967).
En 1985, Ricardo Fernández, recibió 2 premios CIRCE, que era una premiación que se otorgaba a los actores y actrices peruanos de la época, en reconocimiento por su trayectoria artística.
En una etapa de su vida, tuvo la necesidad de tomar muy en serio un refrán que él practicaba en el mundo del teatro «La función debe de continuar», debido a que recibió, unos minutos antes de subir al escenario a dar un show humorístico, la noticia del fallecimiento de un familiar cercano. Esto sin duda lo impactó, pero aún así subió al escenario a realizar su trabajo.
Ricardo Fernández, respecto a la formación actoral, consideraba que actor puede tener un talento innato para las artes escénicas, sin embargo la única forma de crecer como tal, es a partir del oficio mismo, es decir que uno se hace actor en el escenario no en teoría.  
En el año 2006, decidió postular al congreso por el partido del APRA, con el número 16, siendo uno de sus principales motivos promover la «Ley del artista», dado que era consciente de las carencias y necesidades que padecen los actores, al no tener una ley que cuide de su bienestar como un seguro de vida, una pensión de jubilación, el pago de regalías, entre otros. 
Lamentablemente el 11 de mayo del 2006, falleció en su casa, por un paro cardiorrespiratorio. 
Estudió economía en la Universidad Nacional Mayor de San Marcos aunque siempre prefirió la actuación. Actuó en series, telenovelas y programas cómicos sus personajes más recordados fueron en las series Los Detectilocos y La Guardia Serafina en el teatro hizo La jaula de las locas, también en la película Un mulato llamado Martín, junto a René Muñoz, además de un gran número de obras teatrales.
Desde muy joven militó en el histórico Partido Aprista Peruano. En las elecciones generales del 2006 postuló a una curul en el Congreso de la República del Perú.

### Muerte
Falleció a la una y media de la madrugada del 11 de mayo del 2006, víctima de un paro cardíaco. El Congreso de la República del Perú le rindió un minuto de silencio el día 11 de mayo, a petición del congresista Mauricio Mulder. Fernández no pudo concretar su proyecto de ley, denominado «la ley del artista», muriendo a los 69 años de edad.

## Créditos

### Telenovelas
- 1962: El derecho de nacer
- 1964: Doña Bárbara
- 1995: Amor, amor
- 1995: Victoria
- 1996: Obsesión
- 1997: Leonela, muriendo de amor
- 1999: Isabella, mujer enamorada
- 2000: Pobre diabla
- 2001: Soledad
- 2003: La mujer de Lorenzo
- 2004: Tormenta de pasiones
- 2006: Amores como el nuestro

### Series
- 1983-1985: Los Detectilocos
- 1990-1992: La guardia Serafina
- 1995: Amor, amor (Serie colombiana realizada por Coestrellas)
- 2002: Mil oficios
- 2004: Así es la vida
- 2005: Chacalón: El ángel del pueblo
- 2005: Augusto Ferrando, de pura sangre
- 2006: Los del Solar

### Películas
- 1974: Un mulato llamado Martín
- 1992: Y donde está el muerto
- 1994: Todos somos estrellas
- 1994: Sin compasión
- 2004: Doble juego

### Programas cómicos
- Risas y salsa
- Qué noche de bodas —como presentador—
- Tulio de América a Cholocolor
- Risas de América
- El tornillo

### Radio
- Mi novela favorita  — RPP[5]